# گورستان نورآباد ۲
قبرستان نورآباد ۲ مربوط به سده‌های متاخر دوران‌های تاریخی پس از اسلام است و در شهرستان سرباز، بخش پیشین، دهستان پیشین، روستای نورآباد واقع شده و این اثر در تاریخ ۲۷ اسفند ۱۳۸۷ با شمارهٔ ثبت ۲۶۵۲۳ به‌عنوان یکی از آثار ملی ایران به ثبت رسیده است.